# Eurovision Young Dancers 2005
Het Eurovision Young Dancers 2005 was de elfde editie van het dansfestival en werd op 24 juni 2005 gehouden in het National Theatre in Warschau. Het is de tweede keer dat Polen het dansfestival organiseert. Het format werd dit jaar gewijzigd: De landen werden een week gesteund, getraind, gecoacht door 4 professionele dansers; dit was in plaats van een halve finale.

## Deelnemende landen
Dertien landen namen aan deze editie van het Eurovision Young Dancers deel, het laagste aantal ooit. Oorspronkelijk zou ook Estland deelnemen, maar dit land werd gediskwalificeerd.

## Overzicht

### Halve finale
| Land                | Artiest                          | Resultaat      |
| ------------------- | -------------------------------- | -------------- |
| België              | Marjorie Lenain                  | gekwalificeerd |
| Cyprus              | Joánna Avraám                    | uit            |
| Finland             | Riku Lehtopolku & Mikko Lampinen | gekwalificeerd |
| Griekenland         | Eleana Andreoudi                 | gekwalificeerd |
| Letland             | Sabine Guravska                  | gekwalificeerd |
| Nederland           | Milou Nuyens                     | gekwalificeerd |
| Noorwegen           | Fransiska Sveinall               | uit            |
| Polen               | Elena Karpuhina & Michał Wylot   | gekwalificeerd |
| Roemenië            | Robert Stefan Enache             | gekwalificeerd |
| Slovenië            | Alena Medič                      | uit            |
| Tsjechië            | Šárka Faberová & Pavel Povrazník | gekwalificeerd |
| Verenigd Koninkrijk | Alex Jones                       | gekwalificeerd |
| Zweden              | Danielle Rosengren               | gekwalificeerd |

### Finale
| Plaats | Land                | Artiest                          |
| ------ | ------------------- | -------------------------------- |
| 1      | Nederland           | Milou Nuyens                     |
| 2      | Polen               | Elena Karpuhina & Michał Wylot   |
| 3      | België              | Marjorie Lenain                  |
| -      | Finland             | Riku Lehtopolku & Mikko Lampinen |
| -      | Griekenland         | Eleana Andreoudi                 |
| -      | Letland             | Sabine Guravska                  |
| -      | Roemenië            | Robert Stefan Enache             |
| -      | Tsjechië            | Šárka Faberová & Pavel Povrazník |
| -      | Verenigd Koninkrijk | Alex Jones                       |
| -      | Zweden              | Danielle Rosengren               |

## Wijzigingen

Deelnemende landen
Landen die in het verleden deelgenomen hebben

### Niet meer deelnemende landen
- Armenië
- Estland
- Oekraïne
- Zwitserland